# IC 4186
IC 4186 ist ein Doppelstern im Sternbild Canes Venatici am Nordsternhimmel, den der Astronom Max Wolf am 21. März 1903 fälschlich als IC-Objekt  beschrieb.